# Équipe d'Iran de football à la Coupe du monde 2006
L'équipe d'Iran de football s'est qualifiée pour la coupe du monde 2006 en Allemagne. Elle a rencontré le Mexique le 11 juin, le Portugal, le 17 juin et l'Angola, le 21 juin.

## Qualifications
|   | Nation        | Pts | J | G | N | P | BP | BC | Diff | Nation        | JPN | IRN | BHR | PRK |
| 1 | Japon         | 15  | 6 | 5 | 0 | 1 | 9  | 4  | +5   | Japon         |     | 2–1 | 1–0 | 2–1 |
| 2 | Iran          | 13  | 6 | 4 | 1 | 1 | 7  | 3  | +4   | Iran          | 2–1 |     | 1–0 | 1–0 |
| 3 | Bahreïn       | 4   | 6 | 1 | 1 | 4 | 4  | 7  | -3   | Bahreïn       | 0–1 | 0–0 |     | 2–3 |
| 4 | Corée du Nord | 3   | 6 | 1 | 0 | 5 | 5  | 11 | -6   | Corée du Nord | 0–2 | 0–2 | 1–2 |     |

## Maillot
Le maillot de l'équipe d'Iran est fourni par l'équipementier Puma.
| Couleurs | Blanc et rouge |
| Marque   | Puma           |
| Domicile | Extérieur      |

## Effectif
Le 15 mai 2006, le sélectionneur iranien, Branko Ivankovic, a annoncé une liste composée de vingt-trois joueurs pour le mondial. Sattar Zare, blessé, fut remplacé par Moharram Navidkia
| Numéro / Nom | Numéro / Nom                | Club                 | Date de naissance | J.              | Buts            |                 |                 |                 |
| Gardiens de but | Gardiens de but             | Gardiens de but      | Gardiens de but   | Gardiens de but | Gardiens de but | Gardiens de but | Gardiens de but | Gardiens de but |
| --- | --------------------------- | -------------------- | ----------------- | --------------- | --------------- | --------------- | --------------- | --------------- |
| 1 | Ebrahim Mirzapour           | Foolad Ahvaz         | 16.09.1978        | 3               | 0               | 0               | 0               | 0               |
| 12 | Hassan Roudbarian           | Paas Teheran         | 06.07.1978        | 0               | 0               | 0               | 0               | 0               |
| 22 | Vahid Talebloo              | Esteghlal Teheran    | 26.05.1982        | 0               | 0               | 0               | 0               | 0               |
| Défenseurs |                             |                      |                   |                 |                 |                 |                 |                 |
| 3 | Sorhab Bakhtiarizadeh       | Saba Battery Teheran | 11.09.1977        | 2               | 1               | 0               | 0               | 0               |
| 4 | Yahya Golmohammadi          | Saba Battery Teheran | 19.03.1971        | 2               | 1               | 1               | 0               | 0               |
| 5 | Rahman Rezaei               | FC Messine           | 20.02.1975        | 3               | 0               | 0               | 0               | 0               |
| 13 | Hossein Kaabi               | Foolad Ahvaz         | 23.09.1985        | 3               | 0               | 1               | 0               | 0               |
| 19 | Amir Hossein Sadeqi         | Esteghlal Teheran    | 06.09.1981        | 0               | 0               | 0               | 0               | 0               |
| 20 | Mohammad Nosrati            | Paas Teheran         | 10.01.1981        | 3               | 0               | 0               | 0               | 0               |
| Milieux de terrain |                             |                      |                   |                 |                 |                 |                 |                 |
| 2 | Mehdi Mahdavikia            | Hambourg SV          | 24.07.1977        | 3               | 0               | 0               | 0               | 0               |
| 6 | Javad Nekounam              | Sharjah SC           | 01.09.1980        | 2               | 0               | 2               | 0               | 0               |
| 7 | Fereydoon Zandi             | FC Kaiserslautern    | 26.04.1979        | 3               | 0               | 1               | 0               | 0               |
| 8 | Ali Karimi                  | Bayern Munich        | 08.11.1978        | 2               | 0               | 0               | 0               | 0               |
| 14 | Anderanik Teymourian        | AbooMoslem Mechhed   | 05.03.1983        | 2               | 0               | 1               | 0               | 0               |
| 18 | Moharram Navidkia           | VfL Bochum           | 27.07.1979        | 0               | 0               | 0               | 0               | 0               |
| 21 | Mehrzad Madanchi            | Pirouzi Teheran      | 19.10.1981        | 3               | 0               | 2               | 0               | 0               |
| 23 | Masoud Shojai               | Saipa Karaj          | 09.06.1984        | 1               | 0               | 0               | 0               | 0               |
| Attaquants |                             |                      |                   |                 |                 |                 |                 |                 |
| 9 | Vahid Hashemian             | Hanovre 96           | 21.07.1976        | 3               | 0               | 0               | 0               | 0               |
| 10 | Ali Daei                    | Saba Battery Teheran | 21.03.1969        | 2               | 0               | 0               | 0               | 0               |
| 11 | Rasoul Khatibi              | Sepahan Ispahan      | 22.09.1978        | 2               | 0               | 0               | 0               | 0               |
| 15 | Arash Borhani               | Paas Teheran         | 14.09.1983        | 1               | 0               | 0               | 0               | 0               |
| 16 | Reza Enayati                | Esteghlal Teheran    | 23.09.1973        | 0               | 0               | 0               | 0               | 0               |
| 17 | Javad Kazemian              | Pirouzi Teheran      | 23.04.1981        | 0               | 0               | 0               | 0               | 0               |
| Sélectionneur |                             |                      |                   |                 |                 |                 |                 |                 |
| | Branko Ivanković ( Croatie) |                      | 28.02.1954        |                 |                 |                 |                 |                 |
| Réserve Joueurs qui n'ont pas participé au stage d'entraînement mais qui pouvaient faire office de remplaçants jusqu'au 10 juin |                             |                      |                   |                 |                 |                 |                 |                 |
| G | Mehdi Vaezi                 | Paykan               |                   |                 |                 |                 |                 |                 |
| D | Hadi Shakouri               | Paas Teheran         |                   |                 |                 |                 |                 |                 |
| D | Alireza Vahedi Nikbakht     | Esteghlal Teheran    | 30.06.1980        |                 |                 |                 |                 |                 |
| M | Mehdi Rajabzadeh            | Zob Ahan FC          | 21.06.1978        |                 |                 |                 |                 |                 |
| M | Meysam Maniei               | Paas Teheran         |                   |                 |                 |                 |                 |                 |
| Blessé Joueur initialement annoncé dans l'équipe nationale pour la coupe du monde mais remplacé avant le 10 juin                |                             |                      |                   |                 |                 |                 |                 |                 |
| A | Sattar Zare                 | Bargh Chiraz         | 28.01.1982        |                 |                 |                 |                 |                 |

## Compétition

### Buteurs
| Classement | Nom                   | But(s) |
| 1          | Yahya Golmohammadi    | 1      |
| -          | Sorhab Bakhtiarizadeh | 1      |